# قصر النعسان
قصر النعسان يقع في دمشق القديمة، سورية بالقرب من الباب الشرقي ويتميز بناؤه على الطراز الدمشقي القديم، بناه سليم نعسان في عام 1607 م، وبالقرب منه معمل ومصنع لصناعة الأرابيسك والموزاييك، وتسكنه عائلة النعسان حتى اليوم وهو مفتوح للزوار والسياح ويوجد بالقصر سجل يضم آلاف التواقيع لكبار الشخصيات والزوار والسياح، تبلغ مساحته أربعة آلاف متر مربع ويتكون من طابقين ويتكون من غرف وقاعات كثيرة ويضم أجمل البحرات والفستقيات والنوافير والأواني والكثير من النقوش والزخارف الرائعة.